# Katarzyna Wojnicka
Katarzyna Wojnicka – polska socjolożka, badaczka męskości, dr. hab., naukowczyni Uniwersytetu w Goteborgu.

## Życiorys
Ukończyła socjologię w 2006 r. na Uniwersytecie Jagiellońskim.
Rozprawę doktorską pt. Męskie ruchy społeczne w Polsce. Socjologiczna analiza zjawiska obroniła 11 kwietnia 2011 roku na Wydziale Filozoficznym Instytutu Socjologii Uniwersytetu Jagiellońskiego. Stopień doktora habilitowanego w dziedzinie nauk społecznych w dyscyplinie nauki socjologiczne uzyskała na podstawie pracy "Researching men and masculinities in Europe.Theoretical and methodological implications" 12 marca 2021 na  Uniwersytecie w Goteborgu.
We wrześniu 2023 otrzymała nagrodę Emmy Goldman FLAX Foundation.
Jest redaktorką naczelną (wraz z dwoma innymi osobami) pisma naukowego NORMA: International Journal for Masculinity Studies, które publikuje artykuły na temat mężczyzn i męskości w strukturach społecznych.

## Książki
- Społeczeństwo i codzienność. W stronę nowej socjologii? WSiP, Warszawa 2009 (współautorka z Sewerynem Rudnicki i Justyną Stypińską)
- Gender w społeczeństwie polskim Namos, Kraków 2011 (współautorka z Krystyną Slaby i Justyną Struzik)[6]
- Karuzela z mężczyznami. Problematyka męskości w polskich badaniach społecznych Oficyna Wydawnicza "Impuls" 2011 (współautorka z Eweliną Ciaputą)[7]

## Publikacje
- Reconstructing men and masculinity a la polonaise (2011)[2]
- The profeminist movement in Poland (2012)[2]
- Protective migrant masculinity: between marginalization and privilege (2023) rozdział 10 w książce "Migratory Men. Place, Transnationalism and Masculinities" Garth Stahl, Yang Zhao, Routledge[8][9].

## Raporty
- LGBTQ movement in Poland and one of its active members (z Kondradem Pędziwiatrem, 2010) w: Europe Rebelle- – new social movements in contemporary Poland[10]
- Homosexualität in den Augen der Jugendlichen mit Migrationshintergrund: ambivalente Akzeptanz der anderen (z Magdaleną Nowicką, 2021) w Dezim Research Notes series DRN #07 | 21[11]
- Echte Männer, weibliche Frauen? – Geschlechterstereotype von Jugendlichen mit Migrationshintergrund (z Magdaleną Nowicką, 2021) Dezim Research Notes series DRN #08 | 21[11]